# 特雷伯当
特雷伯当（法語：Trébeurden，發音：[tʁebœʁdɛ̃]），法国西北部城市，布列塔尼大区阿摩尔滨海省的一个市镇，隶属于拉尼永区，其市镇面积为13.4平方公里，2022年1月1日时人口数量为3,821人，在法国市镇中排名第2,984位。
特雷伯当位于阿摩尔滨海省西北部，拉芒什海峡海滨，自1921年起被开辟为旅游站。

## 地名来源
“Trébeurden”最初于1268年以“Treberden”的形式被记载，该名称的来源及含义均尚有待考证。
特雷伯当所处区域历史上曾通行布列塔尼语，“Trébeurden”在布列塔尼语维基百科对应条目中被写作“Trebeurden”。截至2024年11月，特雷伯当尚未加入布列塔尼语言保护组织。

## 历史

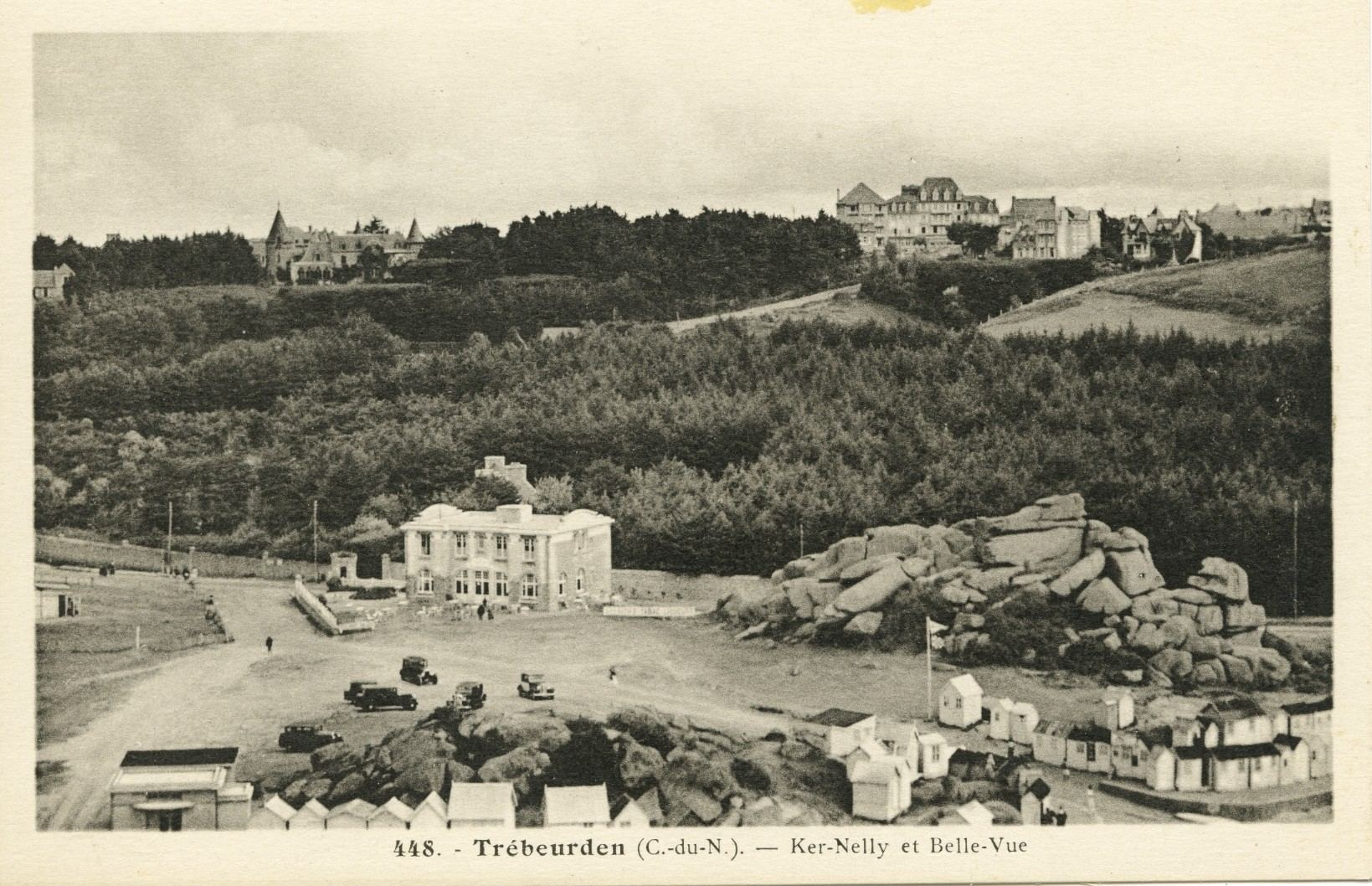
20世纪初的特雷伯当海滩

特雷伯当的早期历史尚不清楚。根据当地官方网站的论述，特雷伯当境内有多处巨石阵。1268年，特雷伯当在贝加尔修道院的一份文件中首次被提及，彼时该地为拉尼永教区的一部分。法国大革命后，特雷伯当成为北滨海省（1990年更名为“阿摩尔滨海省”）的一个市镇。19世纪时，特雷伯当三一教堂（Église de Sainte-Trinité）进行了翻新。法国画家拉乌尔·安德烈·于尔曼曾于1909年在特雷伯当创作《特雷伯当的大潮》（Grande marée à Trébeurden），后者被收藏于巴黎奥赛博物馆内。1921年6月13日，特雷伯当被列为一处“旅游站”，此后旅游业逐渐成为当地的重要经济活动，其居民数量亦有所增加。

## 地理

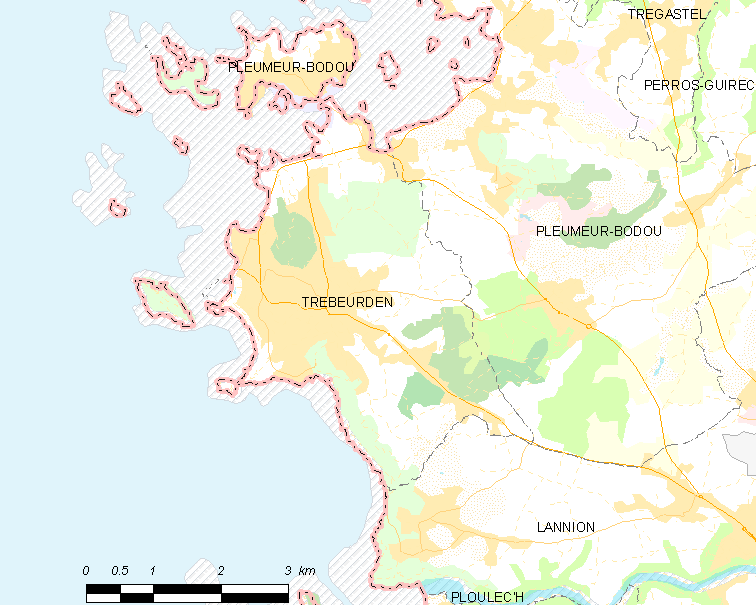
特雷伯当市镇范围地图

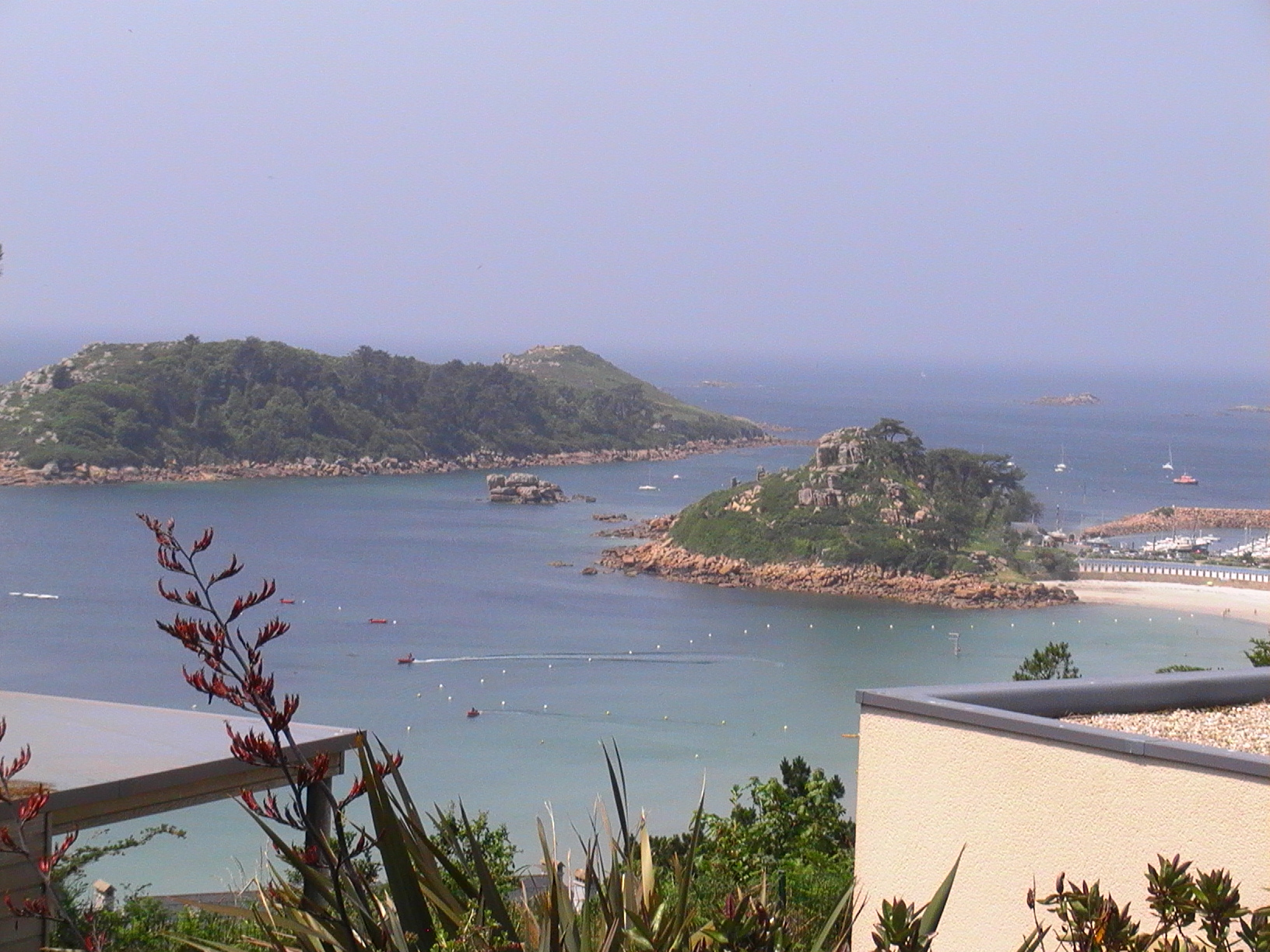
远眺米利约岛

特雷伯当位于法国西北部，布列塔尼大区西北部和阿摩尔滨海省西北部，距离省会圣布里厄大约76公里。与特雷伯当接壤的市镇包括拉尼永和普勒默尔博杜。

### 地形
特雷伯当位于布列塔尼半岛北部海滨，境内以浅丘为主，市镇中心地势自海滨向内陆有所抬升，西南段的海岸高差明显，全境海拔在0到104米之间。

### 水文
特雷伯当陆地部分无大型地表径流分布，其附近海域被称为“玫瑰花岗岩海岸”，距离海岸线数百米外的米利约岛及约两公里外的莫莱讷岛礁亦为特雷伯当的市镇管辖范围。

### 植被
特雷伯当属于温带阔叶混交林区，林地多分布于海岸线附近及坡地地带。
在鲜花城市的评比中，特雷伯当暂未被评级。

### 气候
特雷伯当在柯本气候分类法中属于温带海洋性气候（Cfb）。

## 行政区划
特雷伯当的市镇编号为22343，邮政编号为22560。
在行政管理方面，特雷伯当隶属于法国布列塔尼大区阿摩尔滨海省拉尼永区；在地方选举方面，特雷伯当隶属于佩罗斯吉雷克县，其市镇范围全境被划入阿摩尔滨海省第五选区；在社会管理方面，特雷伯当是拉尼永城市圈公共社区的组成部分。
截至2024年11月，特雷伯当市镇范围内暂无任何城市敏感街区及城市政策优先街区。
法国国家统计与经济研究所（简称“INSEE”）在进行数据统计时，将特雷伯当市镇单独设为特雷伯当城市核心区（Unité urbaine de Trébeurden），并将包括核心区在内的周边共26个市镇划为拉尼永城市区。自2020年起，拉尼永城市区被包含40个市镇的拉尼永城市辐射区代替。此外，INSEE还将特雷伯当市镇整体看作一个“块区”（IRIS），以便于统计人口分布情况。

## 交通

### 公路
阿摩尔滨海省省道D6线、D65线和D788线在特雷伯当境内交汇。
2021年，51.1%的特雷伯当家庭拥有至少一辆私人汽车。2022年，特雷伯当境内共发生各类交通事故2起，造成1人遇难，2人受伤，其中1人重伤。
| 圣布里厄 | 78 |

| 甘冈 | 45 |

| 莫尔莱 | 46 |

| 拉尼永 | 10 |

### 铁路
距离特雷伯当最近的运营中的客运铁路车站为10公里外的拉尼永站，该站开行前往圣布里厄方向的区域列车，以及少量直通巴黎的高速列车。

### 航空
特雷伯当距离布雷斯特-布列塔尼机场的公路里程大约93公里。

### 城市公共交通
特雷伯当是拉尼永特雷戈尔市际公共交通（商业名称为“TILT”）的服务覆盖范围。截至2024年11月，该系统共包括八条常规公交线路、1条城际线路和数条专线，其中公交D线可连接特雷伯当市区和拉尼永。

## 政治

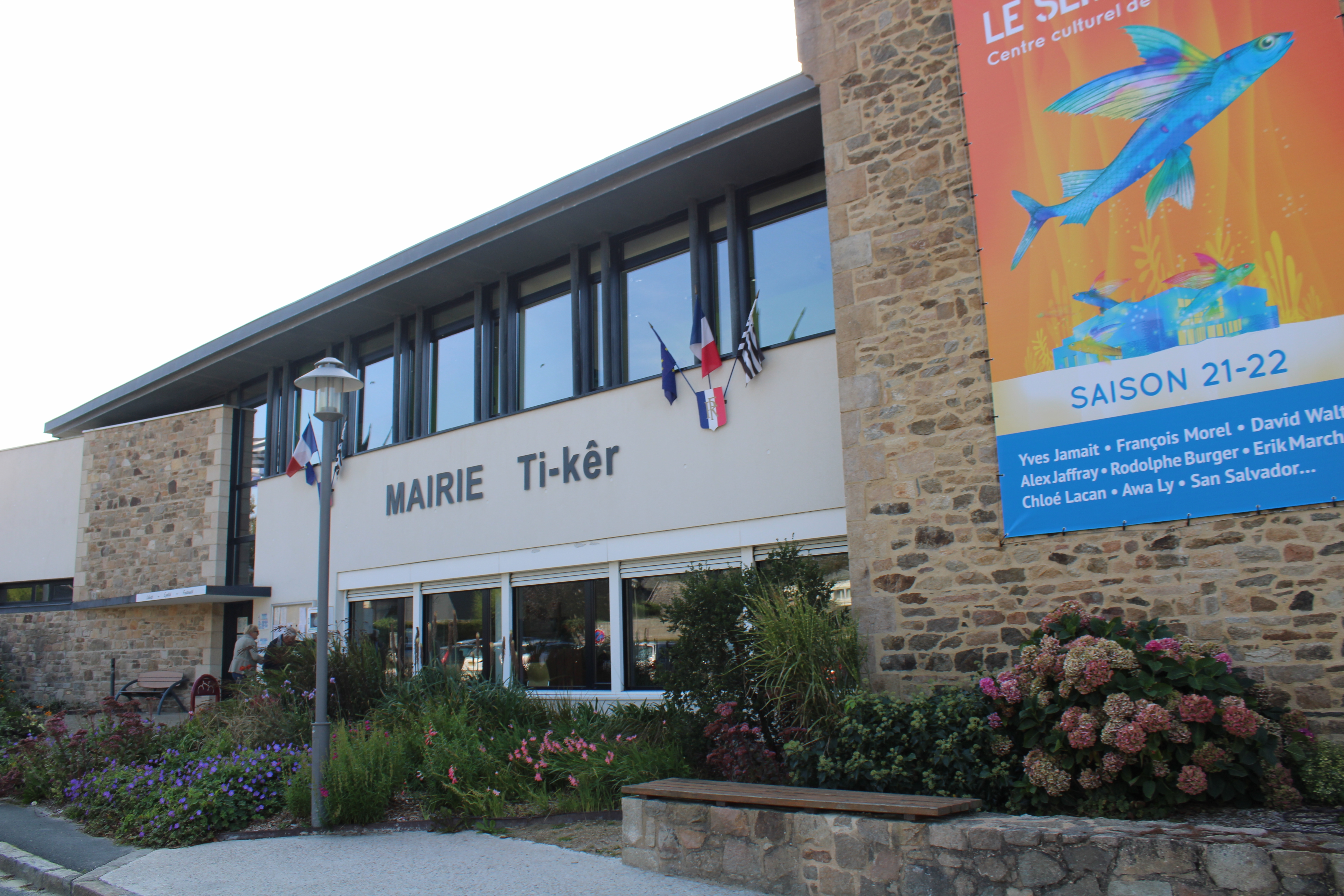
特雷伯当市政厅

特雷伯当的现任市长为贝内迪克特·布瓦龙女士（Bénédicte BOIRON），她是一名右翼无党派人士，在2020年的市政选举中获得了54.55%的支持率。
在2022年的法国总统大选的第二轮选举中，法国第25任总统埃马纽埃尔·马克龙在特雷伯当获得了73.77%的支持率。

## 人口
2021年，特雷伯当市镇人口数量为3,761，在法国排名第2,984位。其中男性1,770人，女性1,991人，75岁及以上人口占17.8%，外籍人口数量为57人，人口密度为281人/平方公里，当地居民被称为（男性）或（女性）。2022年，特雷伯当境内出生18人，死亡人口70人。
| 特雷伯当1901年－2021年人口变化情况 |
|                                    |
| 数据来源：Cassini、INSEE           |

## 经济

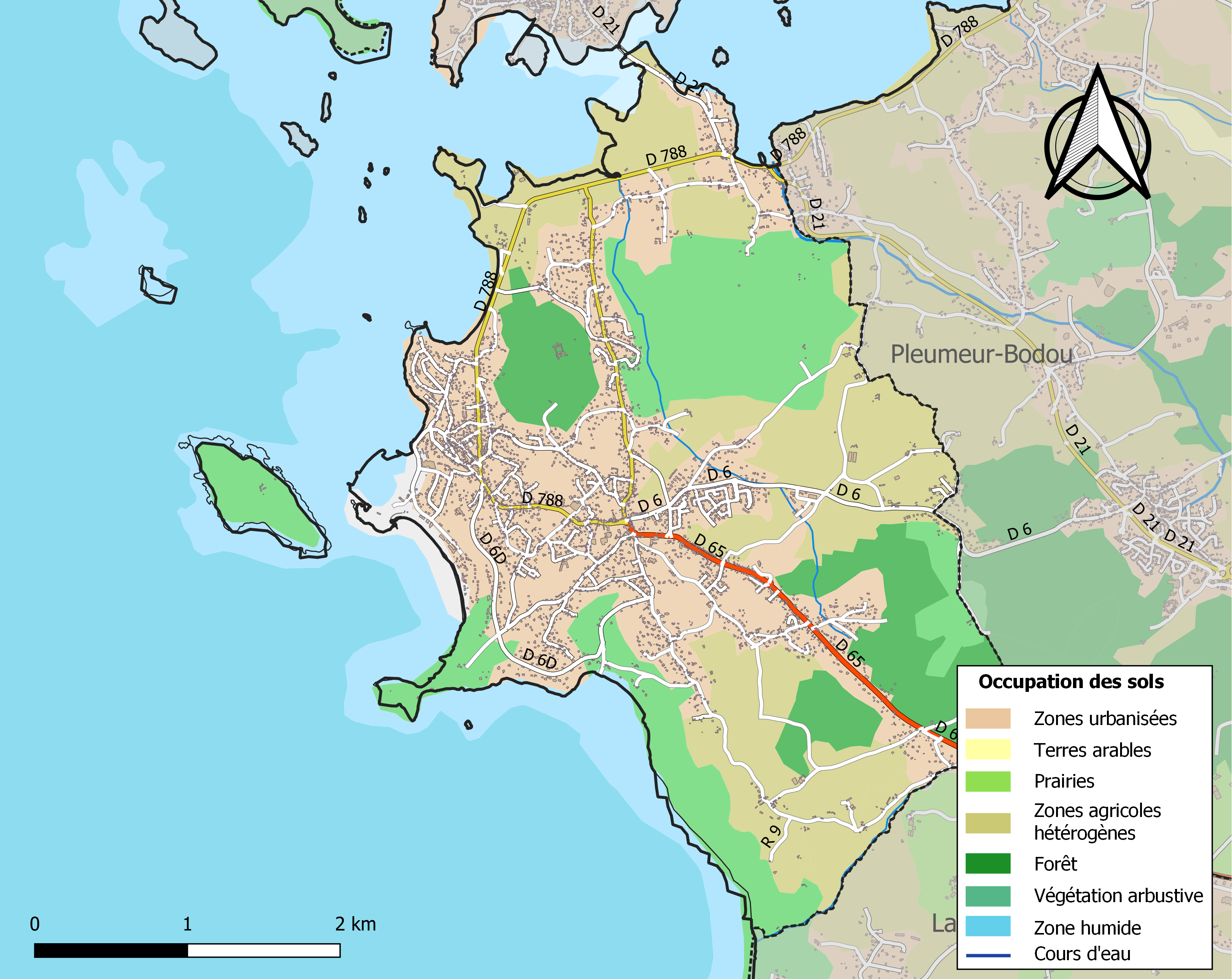
特雷伯当土地利用情况地图

特雷伯当是一个区域性的中心城市。截至2024年11月，特雷伯当市镇范围内共有各类用人单位（包含自雇）696家，平均历史为17年，其中99.7%为中小型企业（PME），2024年9月至11月间，当地的经济活力指数为0。（旅游酒店接待）和（财会）是当地2022年已公布营业额最高的两个企业，分别为2,043,368欧元和150,882欧元。

## 财政与居民收入
2022年，特雷伯当的财政收入总额为4,916,660欧元，财政支出总额为4,268,320欧元，当年的债务总额为6,292,460欧元。2022年，特雷伯当市镇通过增值税获得189,340欧元的收入，此外当地还共获得了49,870欧元的国家直接财政补助。
| 特雷伯当居民收入情况                             | 特雷伯当居民收入情况 | 特雷伯当居民收入情况  | 特雷伯当居民收入情况 |
| 内容                                             | 特雷伯当             | 法国                  | 统计年份             |
| ------------------------------------------------ | -------------------- | --------------------- | -------------------- |
| 征税家庭总数                                     | 2,103                | 1,081（法国市镇平均） | 2022年               |
| 居民平均月收入                                   | 2,800欧元            | 2,435欧元             | 2022年               |
| 高级职员人均月收入                               | 4,582欧元            | 4,331欧元             | 2021年               |
| 中级职员人均月收入                               | 2,250欧元            | 2,470欧元             | 2021年               |
| 普通职员人均月收入                               | 1,704欧元            | 1,801欧元             | 2021年               |
| 贫困率                                           | 10%                  | 14.5%                 | 2020年               |
| 青壮年（15至64岁）失业率                         | 10.0%                | 7.4%                  | 2020年               |
| 征税家庭数量占比                                 | 53.9%                | 45.5%                 | 2020年               |
| 家庭年均纳税                                     | 4,625欧元            | 4,393欧元             | 2022年               |
| 资料来源：INSEE、L'Internaute、Le Journal du Net |                      |                       |                      |

## 社会事务

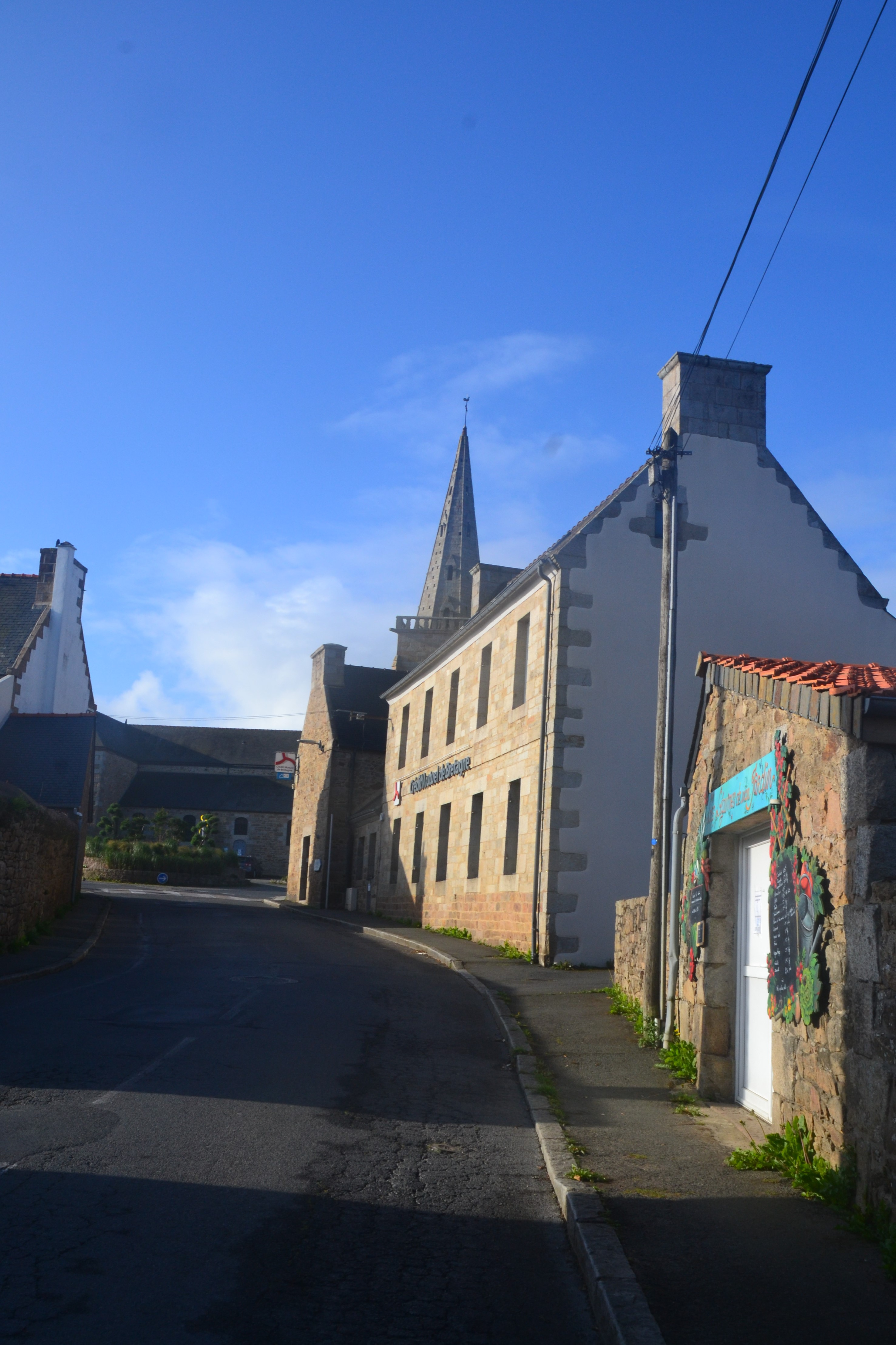
镇中心的凯拉里乌街

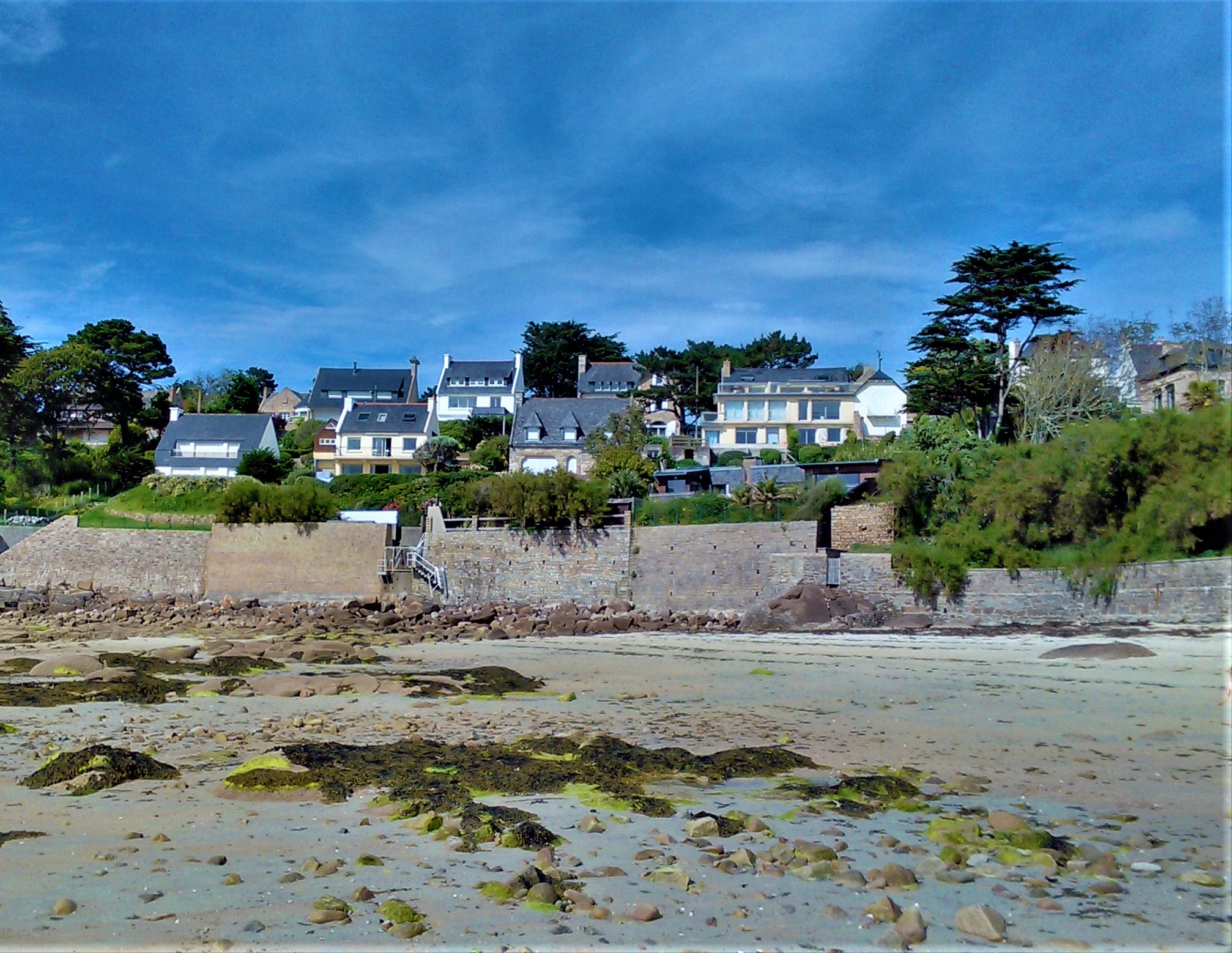
一处海滩及后方的民居

### 教育
特雷伯当属于雷恩学区。截至2023年1月1日，特雷伯当境内共有1所小学。

### 医疗
截至2023年1月1日，特雷伯当境内共有全科医生5名、保健师4名、牙医2名和护士8名。境内共有药房2家、养老院1家。
距离特雷伯当最近的区域性医疗机构为拉尼永中心医院，其全名为“拉尼永皮埃尔·勒达马尼中心医院”（Centre Hospitalier Pierre Le Damany de Lannion），其主病区医院位于拉尼永市区南部，距离特雷伯当市区的正常车程大约17分钟，该院设有床位248个。

### 住房
2021年，特雷伯当境内共有各类住房3,628套，其中79.8%为独立式住宅，20.1%为集中式住宅。常住房屋占特雷伯当市镇范围内居民建筑总量的55.7%。
在住房保障政策方面，2023年，特雷伯当境内共有515户家庭获得了家庭津贴补助，受益人数占总人口数量的13.7%，其中165份为房租补助。

### 商业
2021年，特雷伯当境内共有各类实体商铺75家，其中餐厅17家、大型超市1家、杂货店1家、面包房3家、肉铺1家、银行门店1家、美容美发店3家、汽车维修店5家。特雷伯当镇中心建有一家Intermarché超市。

### 体育
2023年，特雷伯当境内共有1间体育馆、1座综合体育场、1处网球场、2处足球或橄榄球场以及1处篮球或排球场。
截至2024年11月，特雷伯当-普勒默尔-博杜足球俱乐部（FC Trébeurden-Pleumeur-Bodou，编号552103）是特雷伯当境内唯一的一家注册足球俱乐部，其主队2024至2025赛季参加布列塔尼大区足球联赛丙组（法国第八级别），其主场为路易·勒蒂纳韦球场（Stade Louis Le Tinevez）。

### 环境
特雷伯当的环境事务由其所属的拉尼永城市圈公共社区联合各级政府协调负责。2021年，特雷伯当境内暂无污染企业。

### 治安
2023年，特雷伯当市镇范围内累计记录各类案件91起，其中盗窃类案件24起，人身侵犯类案件31起，毒品交易类案件7起。

## 文化
2021年，特雷伯当境内暂无任何文化设施。特雷伯当境内建有市政图书馆（Bibliothèque municipale），每周二、六向公众开放。

### 建筑
特雷伯当境内有多处历史建筑，其中庞韦恩小教堂、凯尔·内利屋（Villa Ker Nelly）等为法国国家文物保护单位。

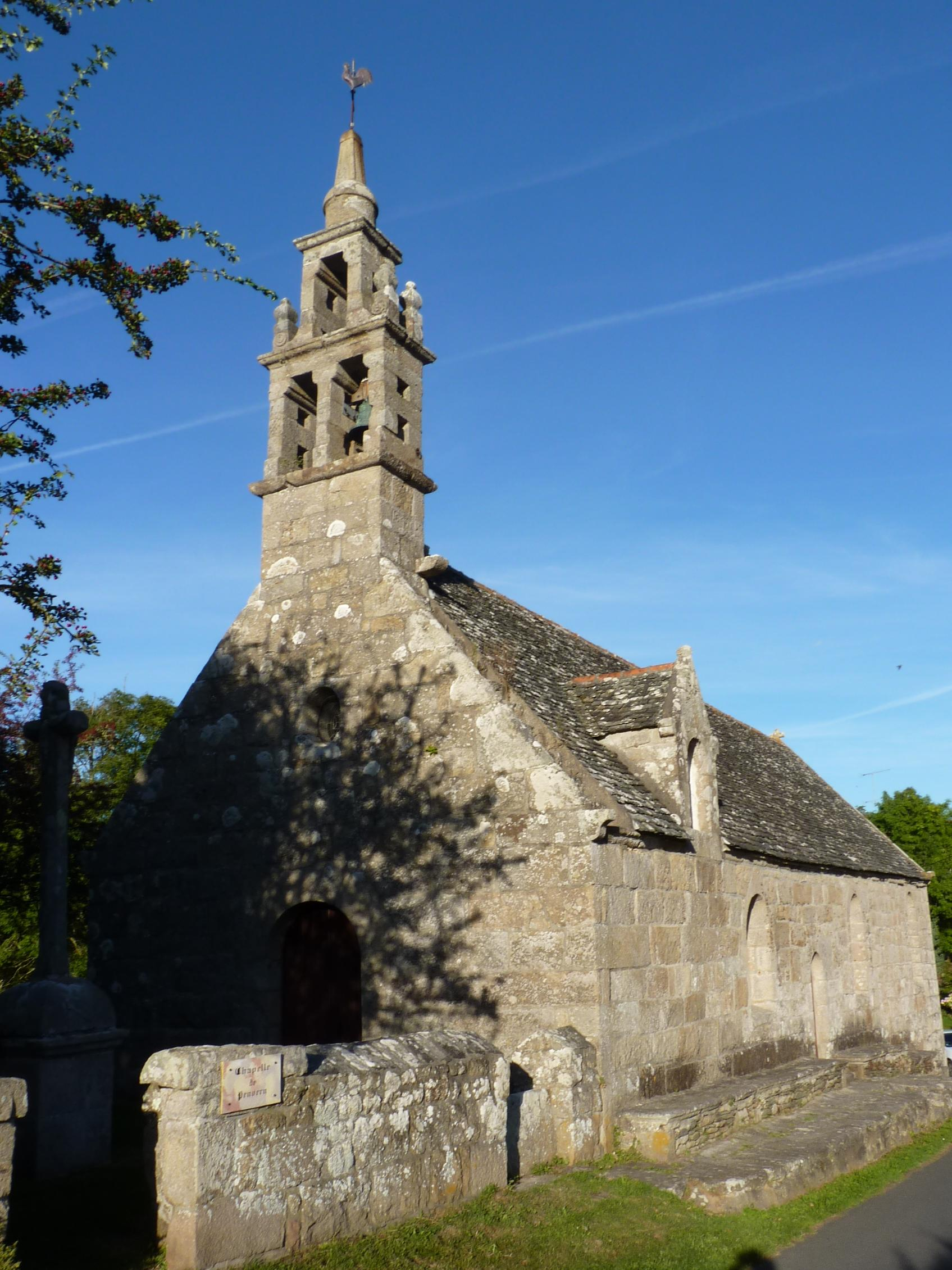
庞韦恩小教堂
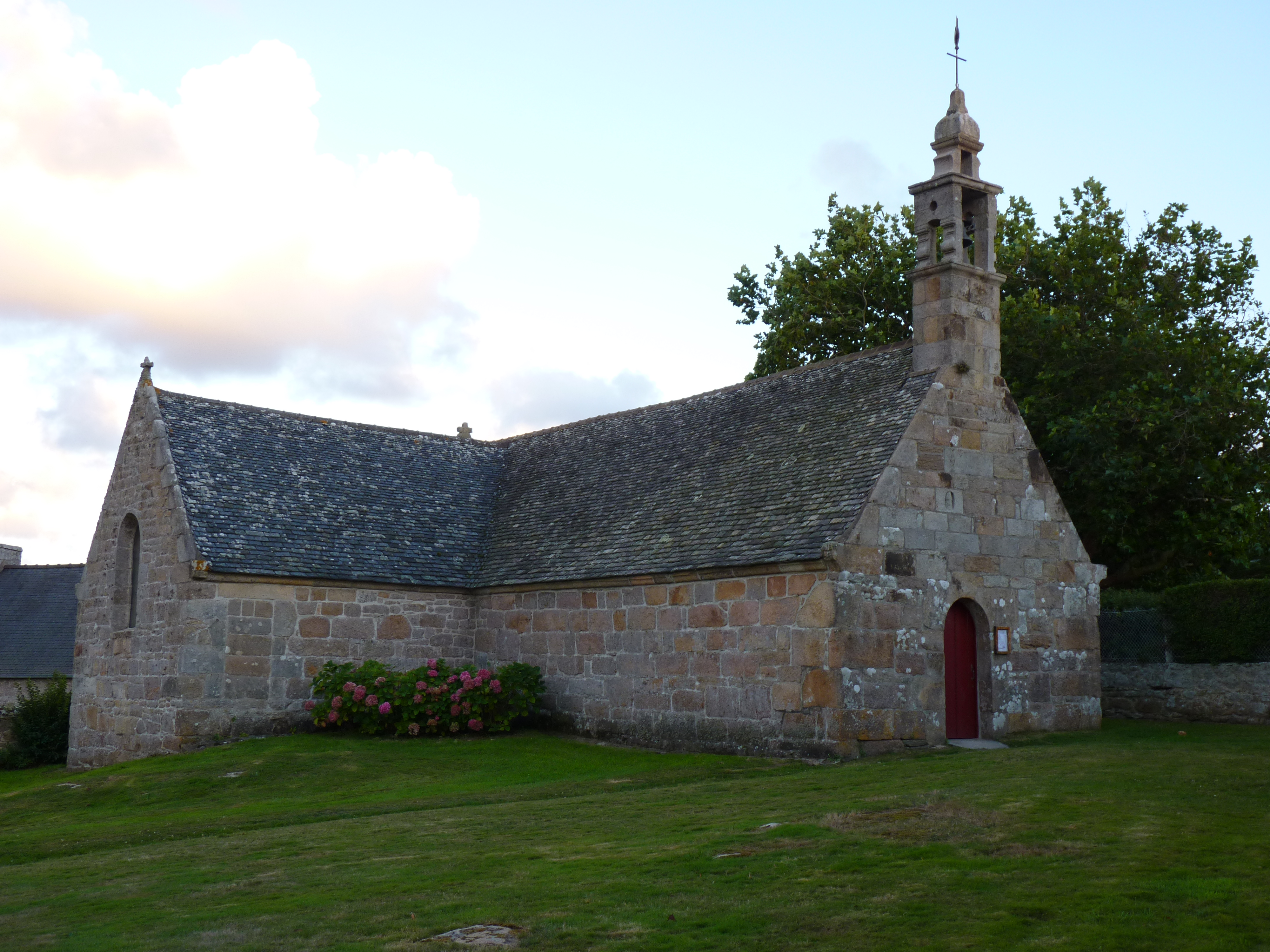
博讷努韦勒圣母小教堂（德语：Chapelle Notre-Dame de Bonne-Nouvelle）
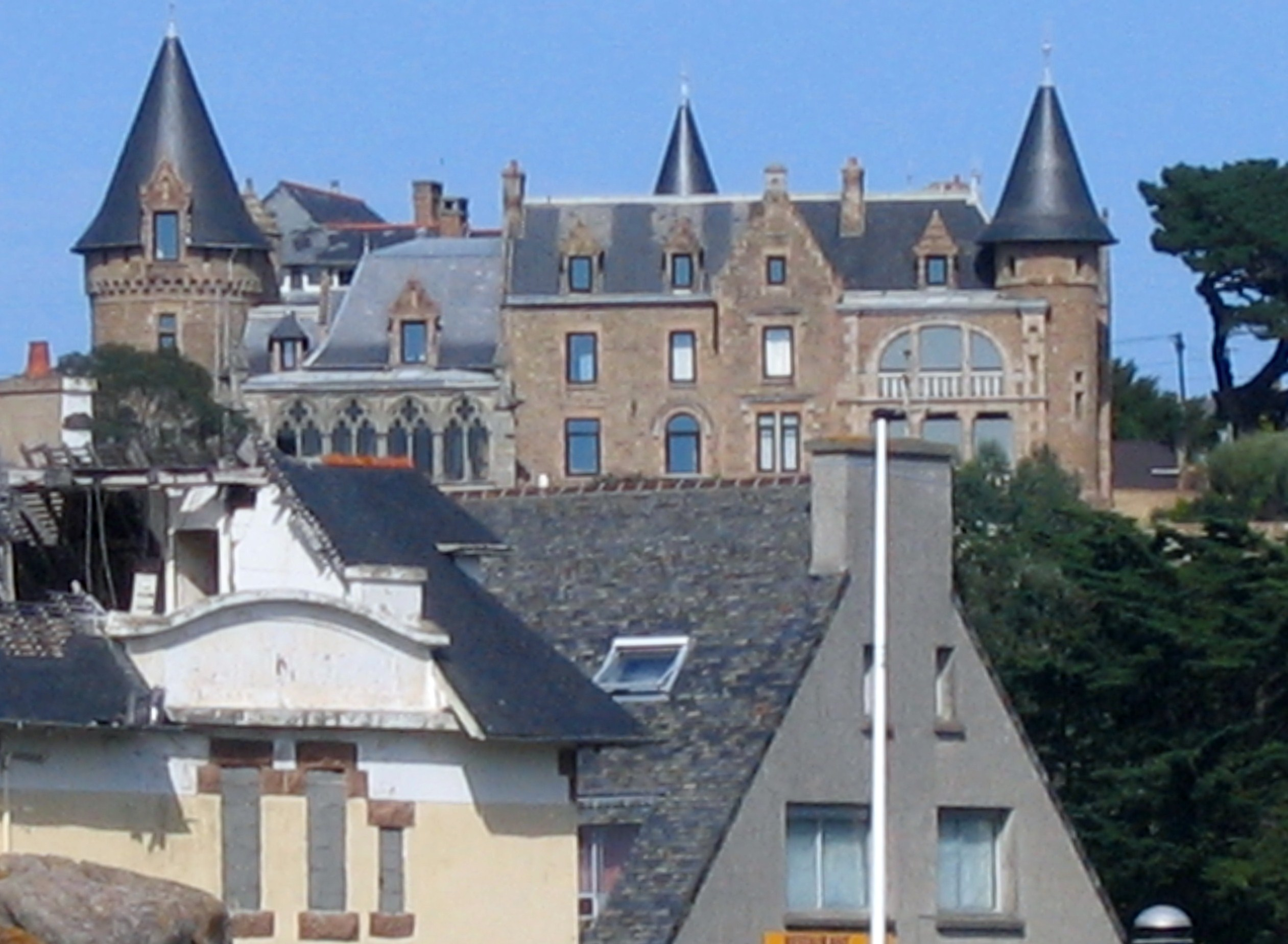
凯尔·内利屋
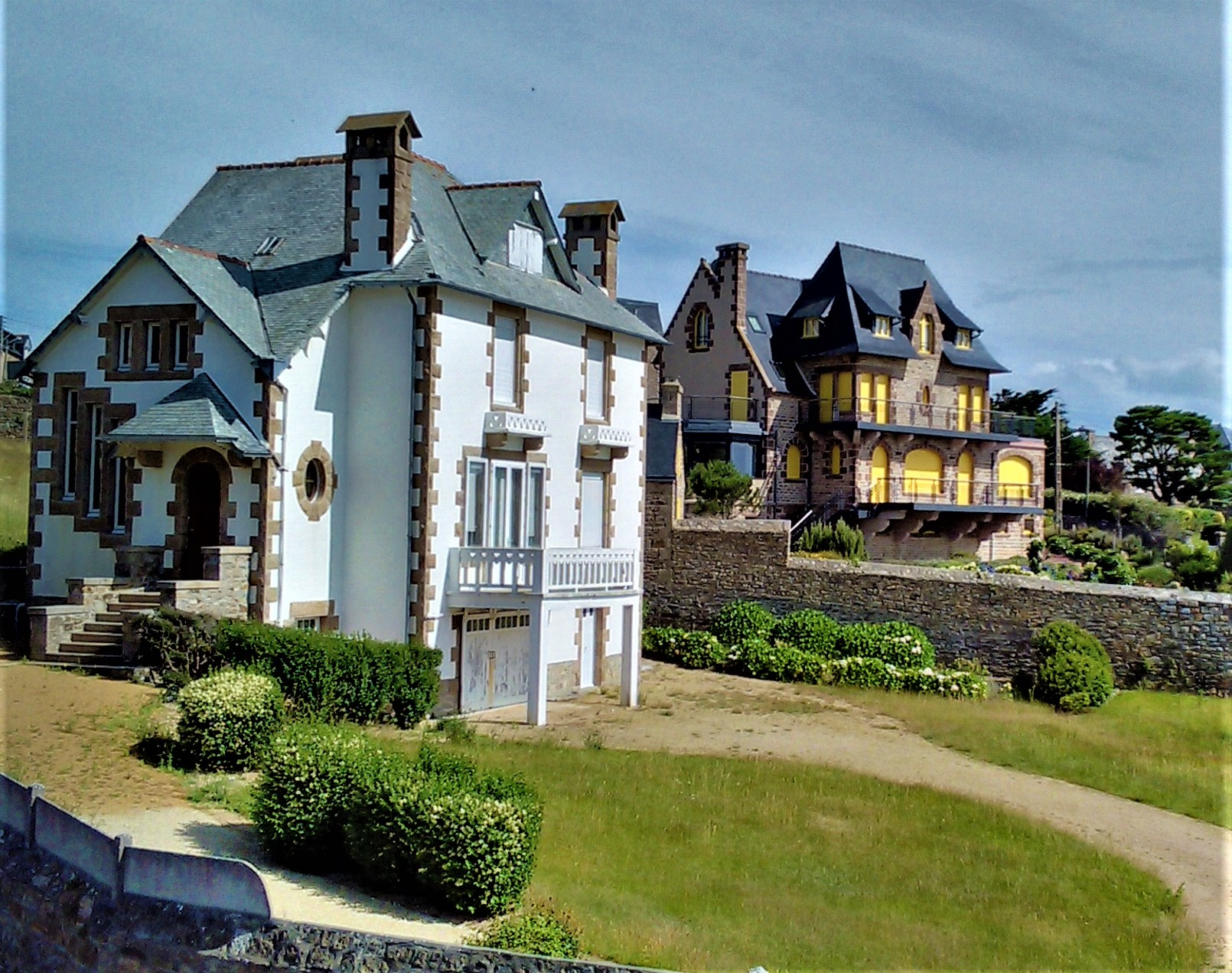
莱萨荣屋
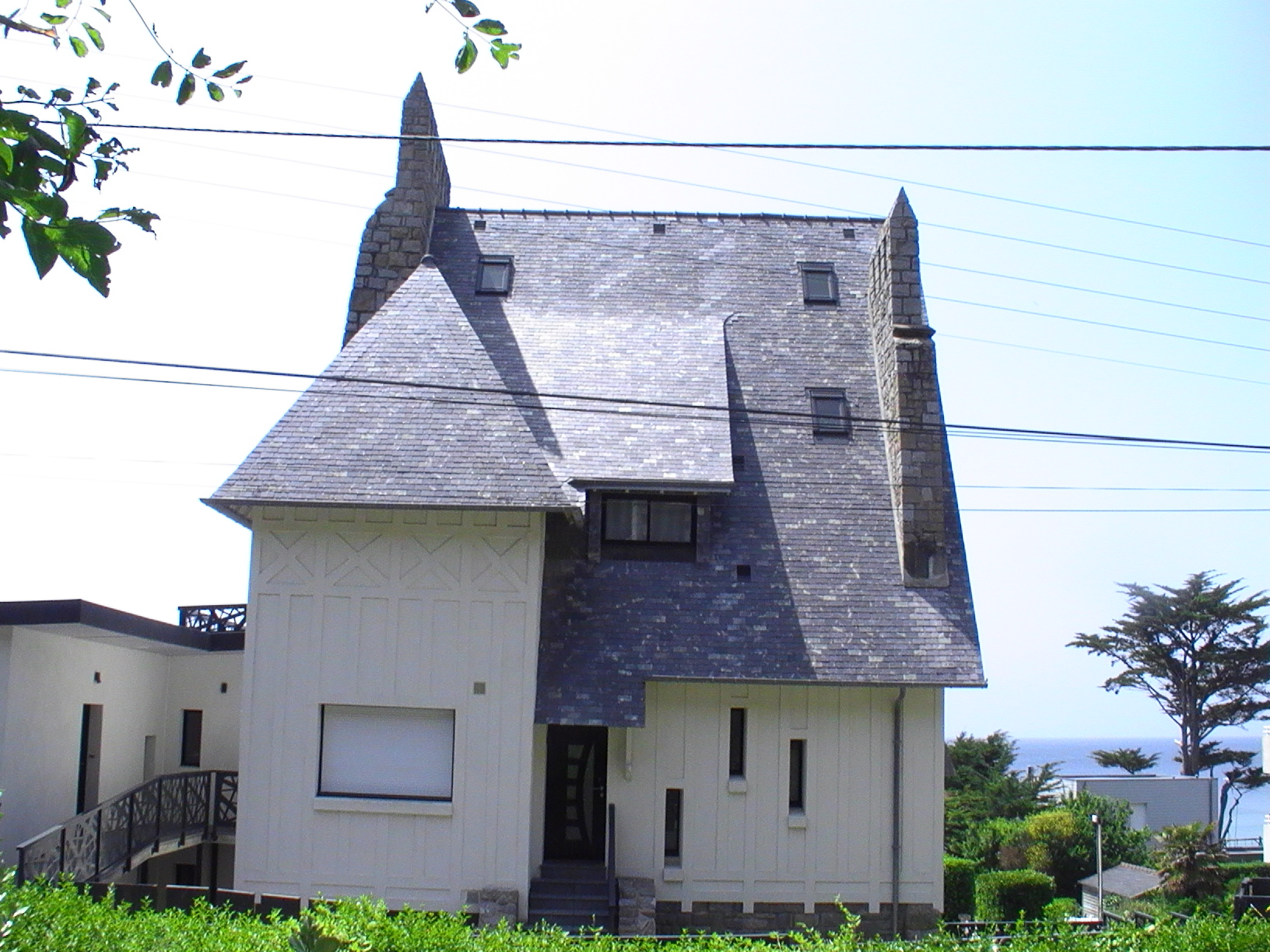
莱富热尔屋
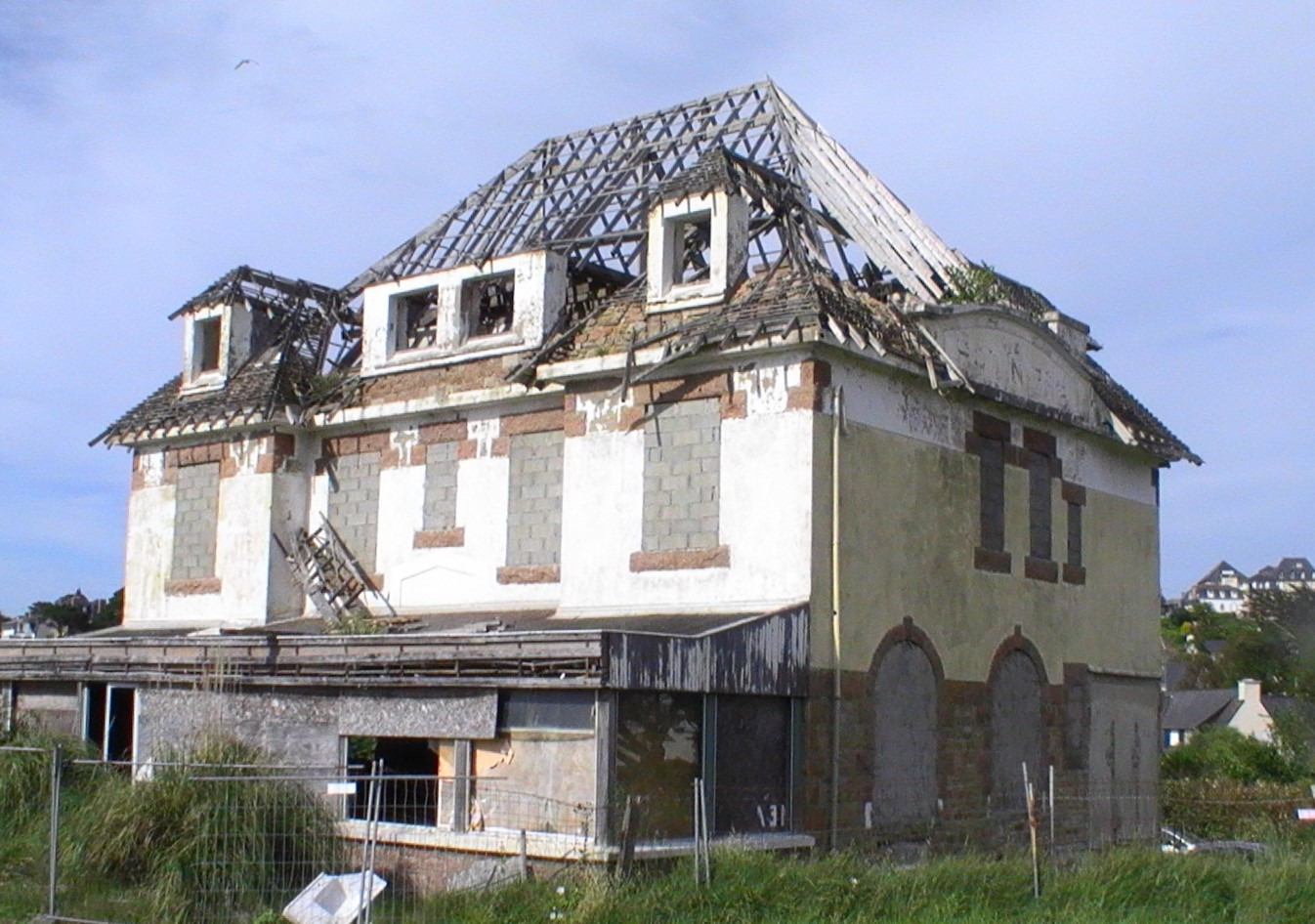
博迪尼耶尔屋
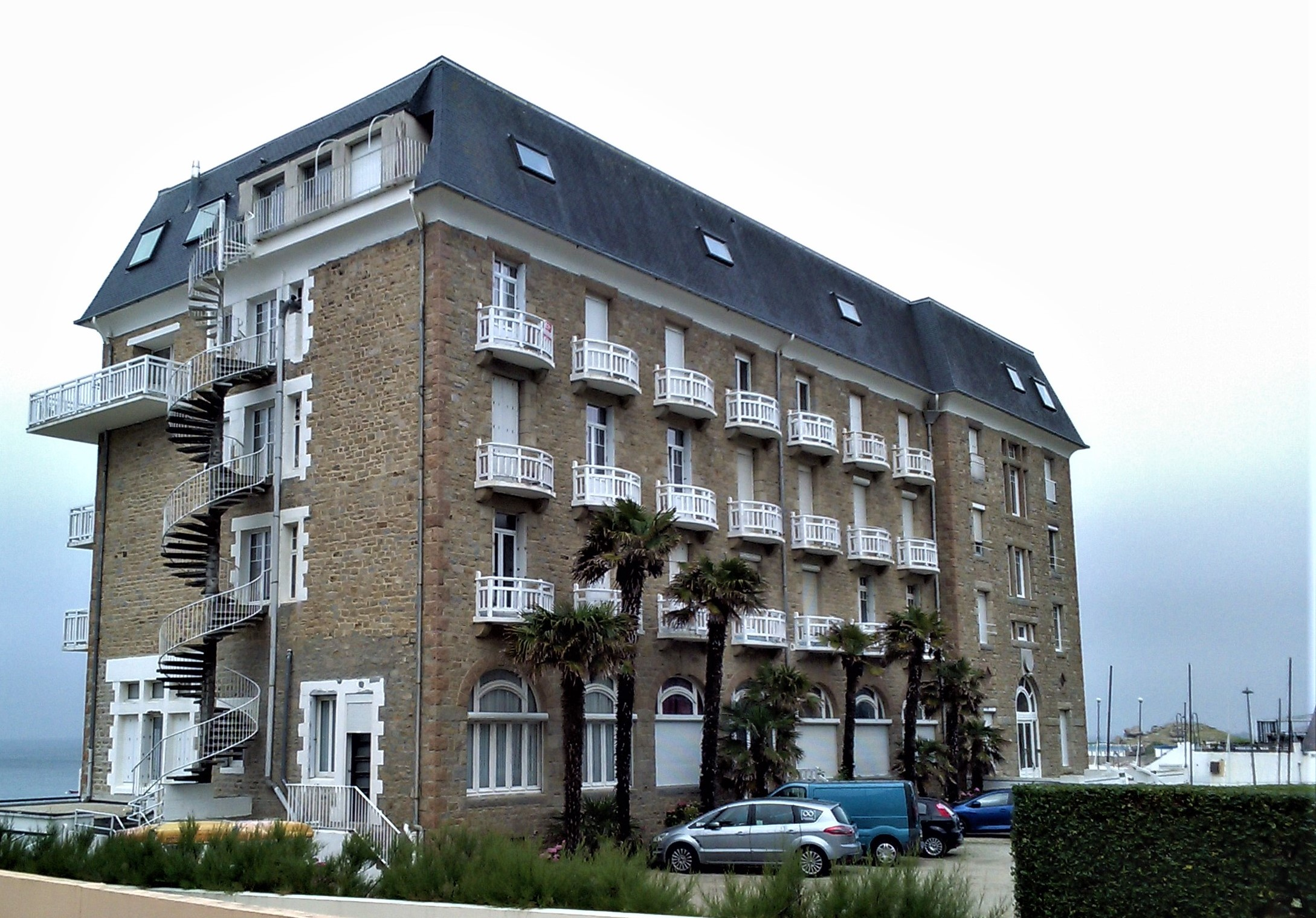
凯尔特酒店

### 旅游
特雷伯当的旅游事务由其所属的拉尼永城市圈公共社区联合各级政府协调负责。2024年，特雷伯当境内共有6家酒店共计122间房间；另有4个露营地，可容纳共206辆露营车。

### 媒体
法国主要的媒体均可在特雷伯当接收，法国电视三台下属的布列塔尼大区频道在部分时段播出特雷伯当所在阿摩尔滨海省的地方新闻。《西部报》、《阿摩尔滨海小蓝报》、蓝色法兰西阿摩里卡广播、Hit West广播等为当地主要的地方性媒体。

## 友好城市
截至2024年11月，特雷伯当共与一座城市建立了友好城市关系：
- 義大利 克利西河畔维拉诺瓦